# Margherita di Boemia (burgravia di Norimberga)
Margherita di Boemia (29 settembre 1373 – 4 giugno 1410) è stata l'ultimogenita dell'imperatore Carlo IV e della sua terza moglie Elisabetta di Pomerania.

## Biografia
Venne chiamata con il nome di una sorellastra, morta da più di un ventennio al momento della sua nascita, che era stata la prima moglie di Luigi I d'Ungheria. Fu sorella di Anna di Boemia, regina d'Inghilterra e dell'imperatore Sigismondo.
Nel 1381 sposò il burgravio Giovanni III di Norimberga, cui era stata fidanzata nel 1375. Dal matrimonio nacque una figlia, Elisabetta (1391–1429), che sposò Eberardo III di Württemberg, ed ebbe con lui tre figli, tra cui una figlia, chiamata anch'essa Elisabetta, fidanzata ad Alberto III di Baviera, ma in seguito moglie di Giovanni III di Werdenberg.
Margherita morì nel 1410, all'età di trentasei anni, e suo marito la seguì dieci anni dopo, nel 1420, senza essersi mai risposato.

## Ascendenza
|                          |                           |                           | Genitori                |  |  | Nonni |  |  | Bisnonni                  |  |  | Trisnonni                |  |
|                          |                           |                           |                         |  |  |       |  |  | Enrico VII di Lussemburgo |  |  | Enrico VI di Lussemburgo |  |
|                          |                           |                           |                         |  |  |       |  |  | Enrico VII di Lussemburgo |  |  | Enrico VI di Lussemburgo |  |
|                          |                           | Beatrice di Avesnes       |                         |  |  |       |  |  | Enrico VII di Lussemburgo |  |  |                          |  |
| Giovanni I di Boemia     |                           |                           |                         |  |  |       |  |  | Enrico VII di Lussemburgo |  |  |                          |  |
|                          |                           | Margherita di Lussemburgo | Giovanni I di Brabante  |  |  |       |  |  |                           |  |  |                          |  |
|                          |                           | Margherita di Lussemburgo | Giovanni I di Brabante  |  |  |       |  |  |                           |  |  |                          |  |
|                          |                           | Margherita di Lussemburgo | Margherita di Dampierre |  |  |       |  |  |                           |  |  |                          |  |
| Carlo IV di Lussemburgo  |                           | Margherita di Lussemburgo |                         |  |  |       |  |  |                           |  |  |                          |  |
|                          |                           | Venceslao II di Boemia    | Ottocaro II di Boemia   |  |  |       |  |  |                           |  |  |                          |  |
|                          |                           | Venceslao II di Boemia    | Ottocaro II di Boemia   |  |  |       |  |  |                           |  |  |                          |  |
|                          |                           | Venceslao II di Boemia    | Cunegonda di Slavonia   |  |  |       |  |  |                           |  |  |                          |  |
| Elisabetta di Boemia     |                           | Venceslao II di Boemia    |                         |  |  |       |  |  |                           |  |  |                          |  |
|                          |                           | Guta d'Asburgo            | Rodolfo I d'Asburgo     |  |  |       |  |  |                           |  |  |                          |  |
|                          |                           | Guta d'Asburgo            | Rodolfo I d'Asburgo     |  |  |       |  |  |                           |  |  |                          |  |
|                          |                           | Guta d'Asburgo            | Gertrude di Hohenberg   |  |  |       |  |  |                           |  |  |                          |  |
| Margherita di Boemia     |                           | Guta d'Asburgo            |                         |  |  |       |  |  |                           |  |  |                          |  |
|                          | Wartislaw IV di Pomerania | …                         |                         |  |  |       |  |  |                           |  |  |                          |  |
|                          | Wartislaw IV di Pomerania | …                         |                         |  |  |       |  |  |                           |  |  |                          |  |
|                          | Wartislaw IV di Pomerania | …                         |                         |  |  |       |  |  |                           |  |  |                          |  |
| Boghislao V di Pomerania | Wartislaw IV di Pomerania |                           |                         |  |  |       |  |  |                           |  |  |                          |  |
|                          |                           | Elisabetta di Slesia      | …                       |  |  |       |  |  |                           |  |  |                          |  |
|                          |                           | Elisabetta di Slesia      | …                       |  |  |       |  |  |                           |  |  |                          |  |
|                          |                           | Elisabetta di Slesia      | …                       |  |  |       |  |  |                           |  |  |                          |  |
| Elisabetta di Pomerania  |                           | Elisabetta di Slesia      |                         |  |  |       |  |  |                           |  |  |                          |  |
|                          |                           | Casimiro III di Polonia   | Ladislao I di Polonia   |  |  |       |  |  |                           |  |  |                          |  |
|                          |                           | Casimiro III di Polonia   | Ladislao I di Polonia   |  |  |       |  |  |                           |  |  |                          |  |
|                          |                           | Casimiro III di Polonia   | Edvige di Kalisz        |  |  |       |  |  |                           |  |  |                          |  |
| Elisabetta di Polonia    |                           | Casimiro III di Polonia   |                         |  |  |       |  |  |                           |  |  |                          |  |
|                          |                           | Aldona di Lituania        | Gediminas               |  |  |       |  |  |                           |  |  |                          |  |
|                          |                           | Aldona di Lituania        | Gediminas               |  |  |       |  |  |                           |  |  |                          |  |
|                          |                           | Aldona di Lituania        | Jewna                   |  |  |       |  |  |                           |  |  |                          |  |
|                          |                           | Aldona di Lituania        |                         |  |  |       |  |  |                           |  |  |                          |  |